# Mur antibruit
Pour les articles homonymes, voir Mur (homonymie).
 (octobre 2016).
Améliorez-le ou discutez des points à vérifier. 

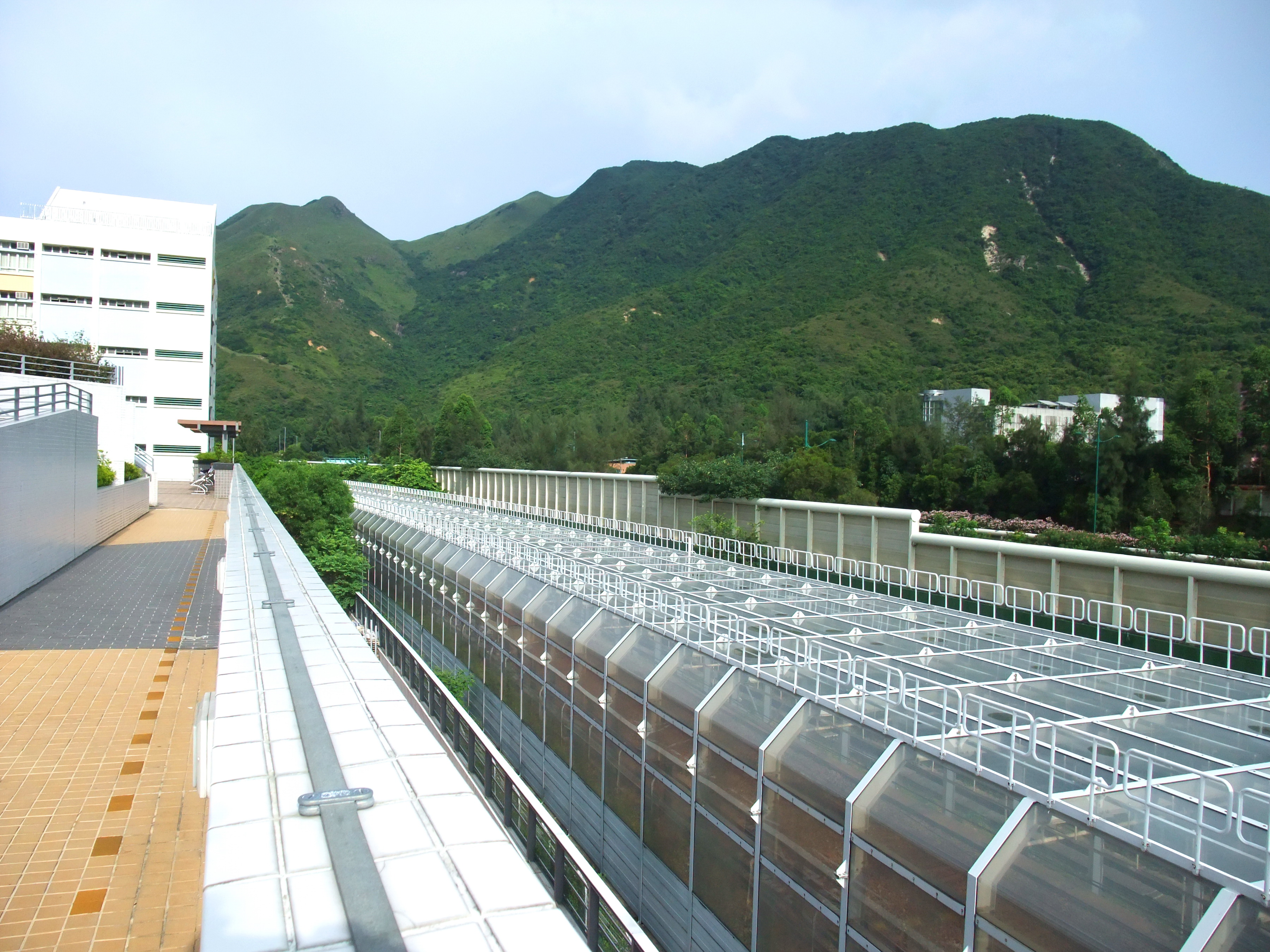
Écrans acoustiques du métro de Hong Kong.

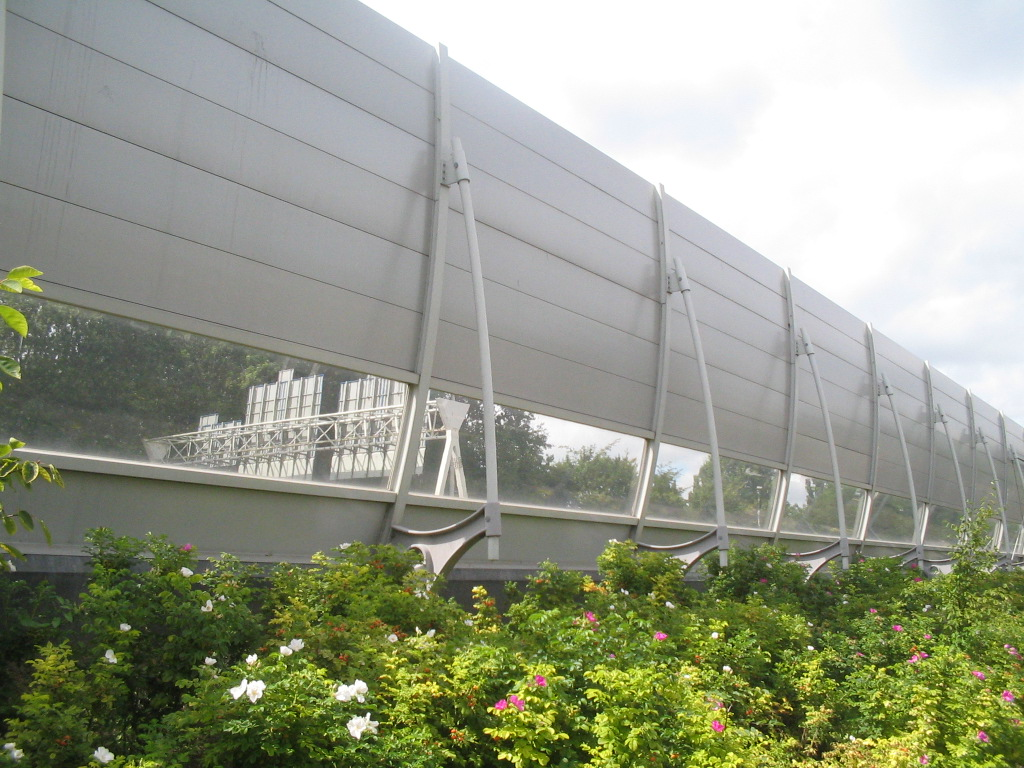
Mur anti-bruit néerlandais, intégrant une bande transparente diminuant l'impact visuel de rupture paysagère.

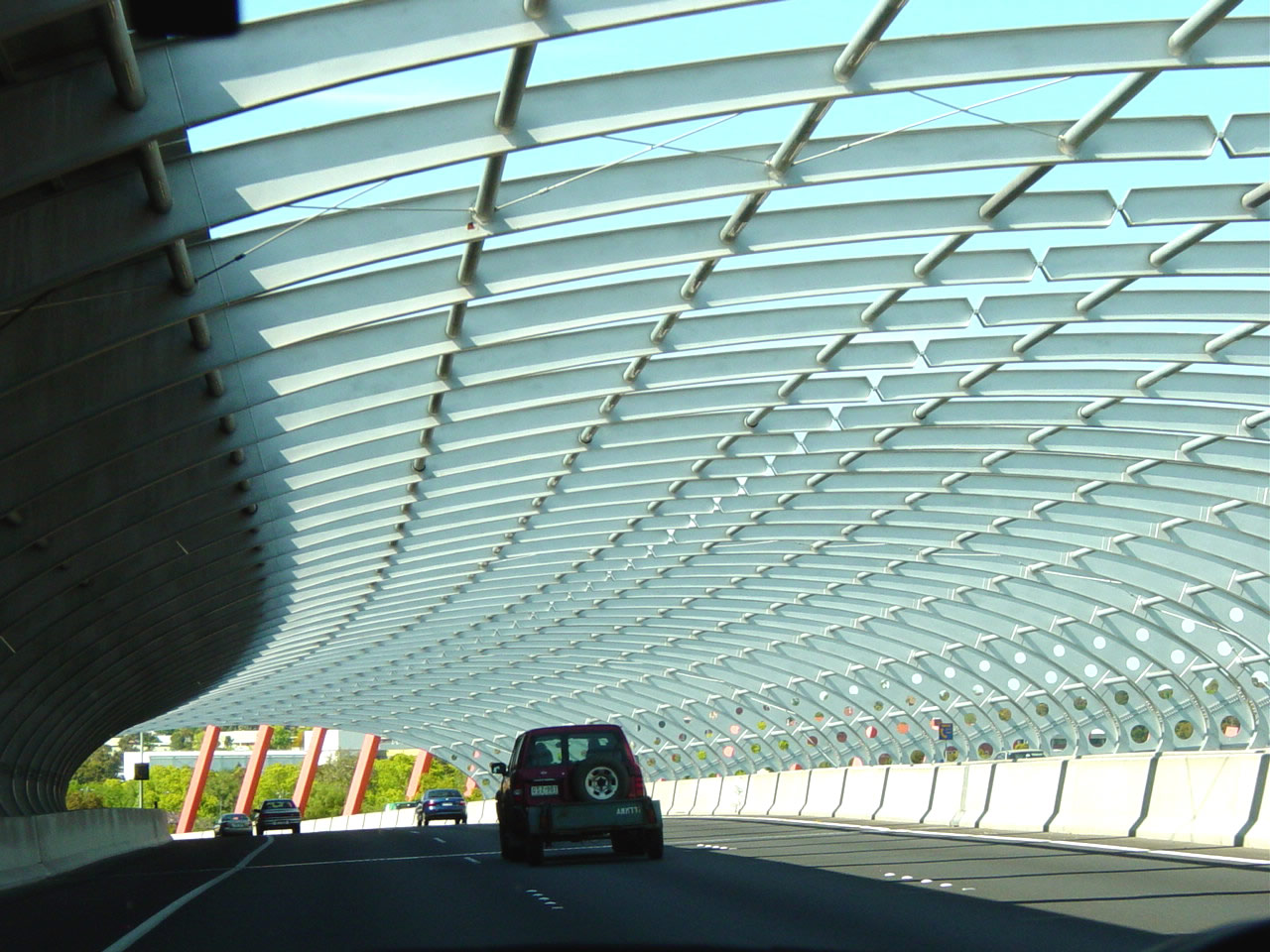
Le sound tube de Melbourne, dessiné pour réduire le bruit tout en ayant une valeur esthétique.

Un mur anti-bruit, appelé aussi écran anti-bruit ou écran acoustique, est une structure extérieure, solide, destinée à développer un effet d'isolation phonique. Il est habituellement construit le long d'infrastructures proches d'habitations et sources de nuisances sonores telles que ;
- les grandes routes, voies périphériques ;
- les voies ferrées (TGV notamment) ;
- les voies autoroutières ;
- les infrastructures portuaires ou aéroportuaires et
- les sites industriels bruyants.

Ils ont pour rôle de diminuer la pollution sonore causée par ces sources de nuisances sonores. Le bruit est considéré comme une source importante de stress, voire de troubles graves du sommeil et de la santé.
Ces murs (ou talus de terre végétalisée) font généralement une dizaine de mètres de haut. Quand il s'agit de murs, ils sont souvent parsemés de portes de maintenance. Dans le meilleur des cas, la voie « bruyante » est entièrement recouverte (tranchée couverte, tunnel), mais cette situation est plus coûteuse. Elle permet aussi parfois de supprimer un effet de fragmentation écologique (au droit d'un écoduc par exemple).
Certains de ces ouvrages peuvent être provisoires (le temps d'un chantier urbain de longue durée par exemple).
Parce que l'échelle qui mesure le bruit est logarithmique de base 10, une réduction de 9 décibels correspond à diviser par 8 la pression acoustique du bruit indésirable (-3 dB = 2 fois moins de pression acoustique). D'autre part, pour une source rectiligne (trafic routier continu), la pression sonore perd 3 dB(A) à chaque doublement de la distance, mais il est de -6 dB(A) pour une source ponctuelle.

## Principes de fonctionnement
Le son est essentiellement bloqué et réfléchi par la masse du mur, raison pour laquelle le béton a longtemps été utilisé. Mais celui-ci, outre son coût élevé et son manque d'élégance, donne naissance à des phénomènes de réflexion sonore gênants (incommodants pour les usagers de la voie, ou pour les riverains habitant en hauteur de l'autre côté de la voie, face au mur anti-bruit). C'est pourquoi sa partie supérieure (panneaux transparents par exemple) est généralement inclinée vers la source pour limiter cet effet et augmenter la portée de l'affaiblissement acoustique de ce mur. La végétalisation du mur (par du lierre par exemple) améliore l'esthétique, mais prend du temps. Si elle n'a pour ainsi dire aucun effet d'affaiblissement acoustique, sauf en ce qui peut concerner une laine minérale sur laquelle la végétation peut être fixée (elle a pour autre avantage que le lierre ou les autres végétaux choisis participent à l'épuration de l'air, pour certains polluants émis par les véhicules.
L'analyse de la valeur a suggéré que là où c'était possible l'usage de terrassements (buttes de terre végétalisée) était non seulement plus économique, mais plus confortable acoustiquement pour les automobilistes et les riverains. Depuis quelques années des sociétés spécialisées dans la végétalisation de surface ont développé de nouvelles techniques, permettant, grâce à la sphaigne substrat utilisé dans la construction des murs végétaux ou des laines minérales irriguées, une isolation efficace contre les nuisances sonores. En effet ce matériau qui offre une bonne capacité de rétention des liquides, s'avère particulièrement efficace quant à l'absorption du bruit.

## Histoire
- Le développement de stratégies nationales et coordonnées de murs antibruit a débuté aux États-Unis après l'apparition de lois imposant la diminution du bruit ambiant au début des années 1970, mais les premiers murs anti-bruit datent des années 1950 quand le trafic automobile a commencé à se généraliser et devenir important ;
- Vers la fin des années 1960, les mathématiques et les modélisations ont affiné les sciences et technologies de l'acoustique permettant de concevoir des protections mieux adaptées aux différentes sources de bruit ;
- Dans les années 1990, les murs se sont allégés et sont souvent devenus transparent (verre, plexiglas) éventuellement colorés, devenant une source de mortalité pour les oiseaux qui fut solutionnée par l'apposition de silhouettes de rapaces en vol (d'abord au Danemark, puis dans d'autres pays européens)[2] ;
- Des modèles mathématiques puis informatiques ont permis de modéliser les émissions de bruits de différentes infrastructures (dont aux États-Unis la Foothill Expressway).

## Matériaux utilisés

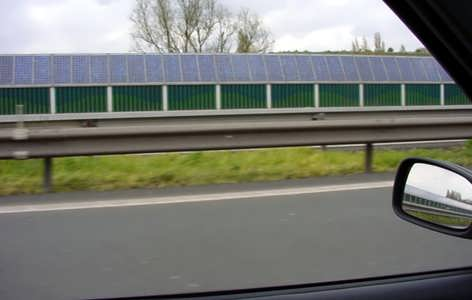
Mur anti-bruit couvert de panneaux solaires, rocade minière, près de Lens, dans le Nord-Pas-de-Calais.

### Différents matériaux utilisés[3]
- Acier
- Béton
- Plastique, verre, plexiglas
- Bâches en PVC comme tapis antibruit
- Matériaux expansés, composites

#### Matériaux géosourcés
- Briques creuses
- Pierre (Gabion)
- Terre crue

#### Matériaux biosourcés
Des matériaux biosourcés peuvent également être utilisés :
- Bois, fibres de bois, composites à base de bois
- Laine végétale
- Sphaigne
- Béton végétal

### Quelques propriétés acoustiques

#### Matériaux géosourcés

##### Briques creuses
Les briques creuses sont des matériaux de construction fabriqués en terre cuite ou en béton. Ils sont conçus avec des alvéoles ou des cavités à l’intérieur. C’est ces alvéoles qui permettent d'influencer leurs comportements acoustiques. Leurs coefficients acoustiques sont généralement compris entre 0.3 et 0.6 pour les fréquences moyennes (500 - 20000 Hz).

##### Pierre (Gabion)
Les gabions sont des structures composées d’une cage ou d’un treillis mécanique rempli de matériaux comme des pierres, des galets ou des matériaux recyclés. Ils possèdent de bonnes performances acoustiques. En effet, les gabions atteignent un indice de transmission acoustique de 20 dB, ce qui indique une capacité à réduire efficacement le bruit transmis à travers la structure. Leurs performances dépendent de l’épaisseur et de la granulométrie des différentes pierres.

##### Terre crue
La terre crue est un mélange de matériaux de construction naturel constitué principalement d’argile, de limon et de sable. Son coefficient d'absorption acoustique moyen (500 - 2000 Hz) varie entre 0.3 et 0.6, les performances sont très variables et dépendent principalement de la composition, de leurs épaisseurs et de leur densité.

#### Matériaux biosourcés

##### Bois fibres de bois, composites à base de bois
Les fibres de bois sont des matériaux naturels obtenus à partir du bois en les transformant soit mécaniquement, soit chimiquement ou thermiquement. Elles ont de bonnes performances acoustiques. En effet, leurs coefficients d’absorption peuvent atteindre entre 0.7 à 0.9 dans la gamme normale (500-2000 Hz). Cependant leurs performances varient énormément en fonction de la nature et la densité des fibres, de la porosité et des conditions de fabrication des fibres de bois 

##### Laine végétale
La laine végétale en lin et chanvre est constituée à 70 à 90% de fibres végétales et 10 à 30 % de fibres polymères. Elle est utilisée pour absorber les hautes fréquences (1000 - 2000 Hz), elle a un bon coefficient d’absorption α > 0,8, à basse fréquence (200 - 500 Hz) le coefficient tourne plus autour des 0.4 à 0.6.

##### Béton végétal
Le béton végétal est matériau issu de particules végétales (lin, chanvre, bois, ...), d'un liant et d'eau. Il est particulièrement intéressant dans la construction pour ses performances thermiques, hydriques et acoustiques. D'autre part, il permet de stocker du carbone.
Le béton végétal possède des qualités d'adaptation majeures telles que l'adaptation au support, et la déclinaison de forme. Cela assure ainsi un usage très varié et très simple du matériau.
Concernant ses propriétés acoustiques, le béton végétal est un matériau poreux ce qui lui confère une absorption acoustique intrinsèque très intéressante. Les tests publiés par construction 21 France montrent ainsi une absorption de plus de 90% du son sur le spectre entre 400 et 1 000Hz. 
Les capacités d'absorption du béton peuvent être optimisées en jouant sur le dosage du liant, l'épaisseur du béton dans le mur ainsi que la géométrie de surface. 

#### Caractérisation des propriétés acoustiques des matériaux
Les propriétés acoustiques des matériaux sont déterminés par différentes expériences : 
- Tube de Kundt : permet la mesure du coefficient d'absorption d'énergie acoustique d'un matériau 
- Chambre anéchoïque
 

- Chambre réverbérante

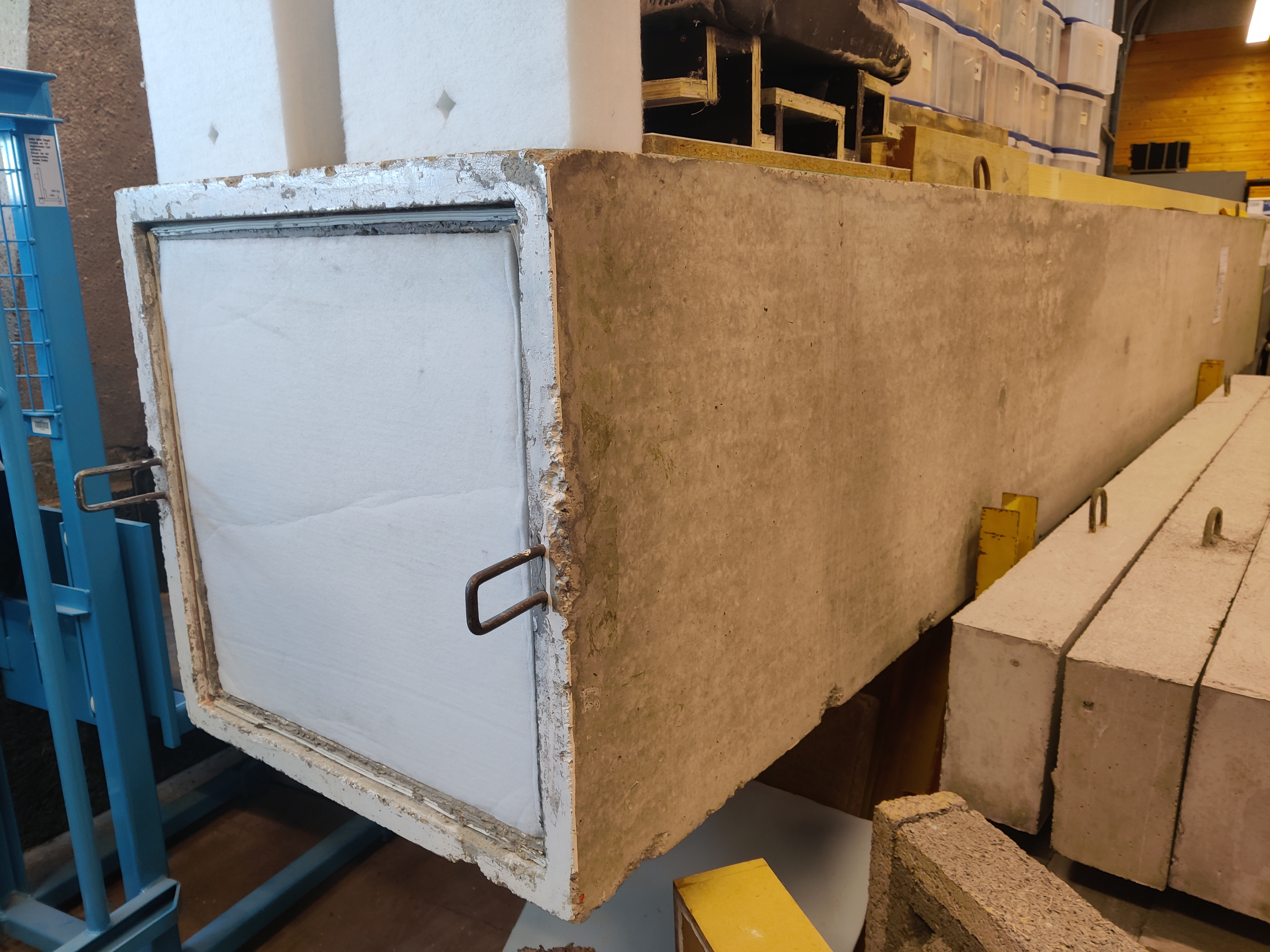
Tube de Kundt du laboratoire LTDS (Laboratoire de Tribologie et Dynamique des Systèmes) de l'ENTPE basé à Vaulx-en-Velin, en France.
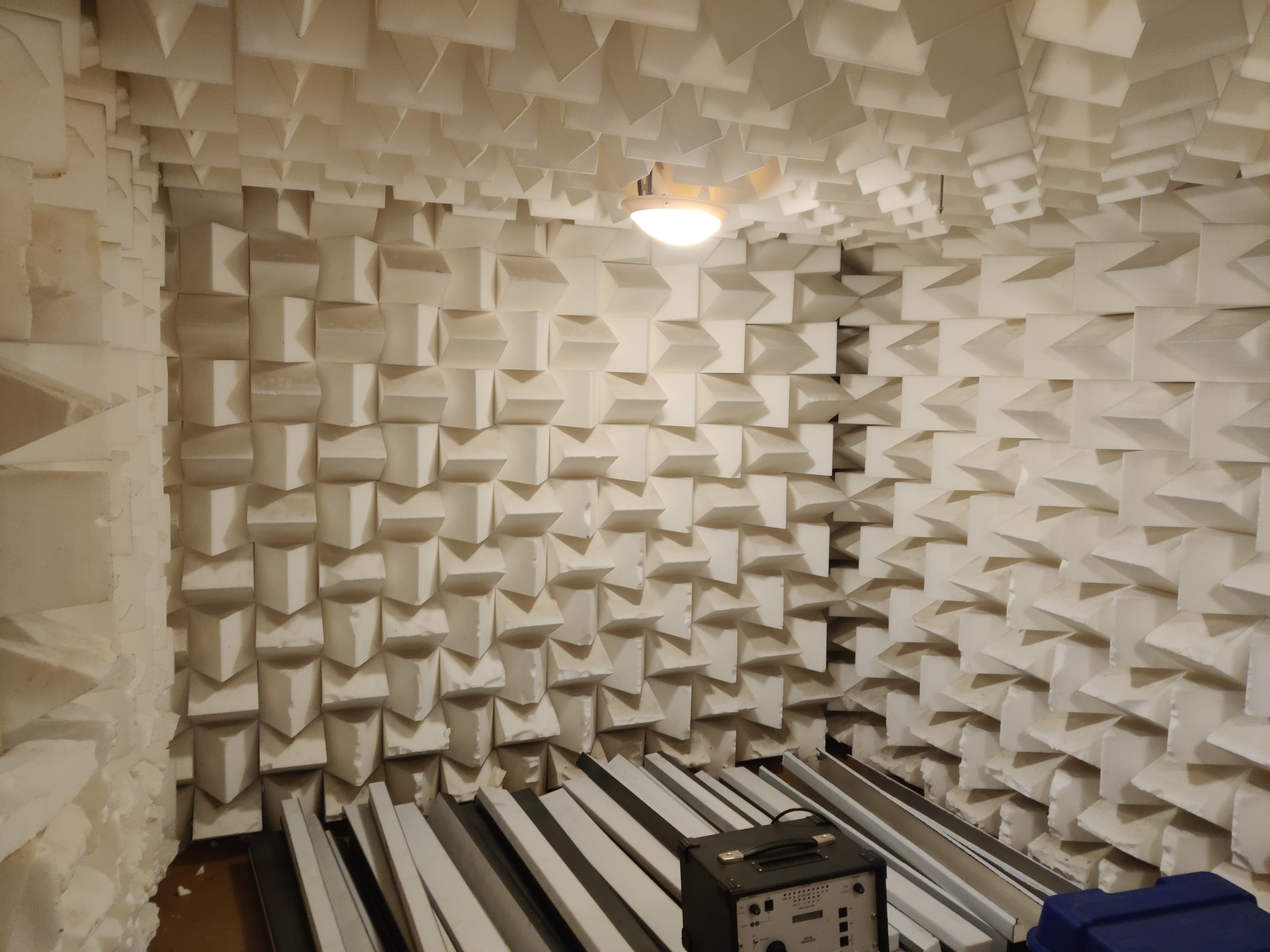
Chambre anéchoïque du laboratoire LTDS (Laboratoire de Tribologie et Dynamique des Systèmes) de l'ENTPE basé à Vaulx-en-Velin en France.

## Modélisation

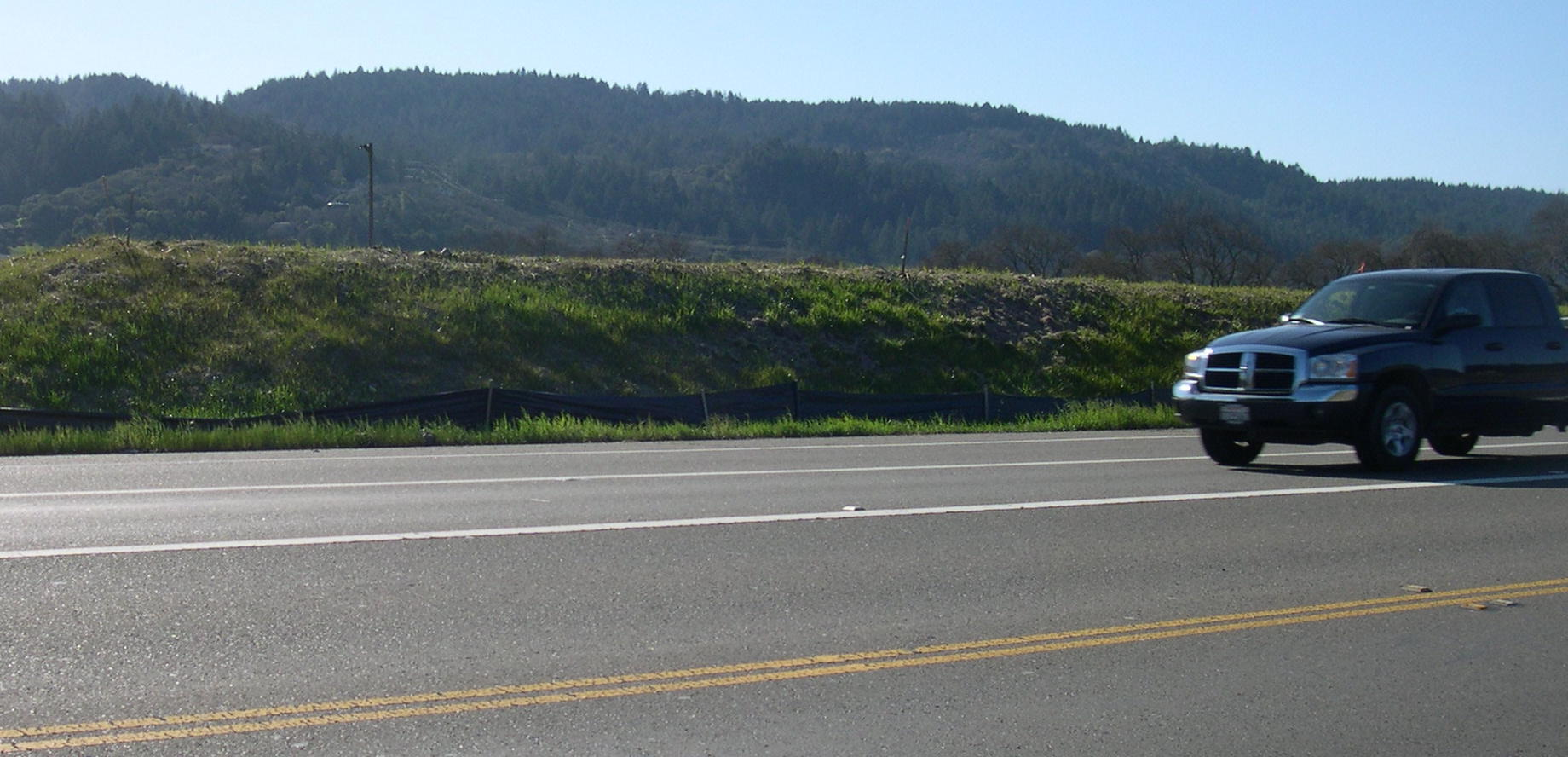
Talus en terre anti-bruit le long de la Highway 12, Comté de Sonoma, Californie.

Divers modèles mathématiques puis modèles informatiques ont été testés dont aux États-Unis par Caltrans à Sacramento (Californie) ; l'ESL Inc. Group de Palo Alto (Californie) ; le Bolt, Beranek and Newman Group à Cambridge (Massachusetts), et une équipe de recherche de l'université de Floride. La première publication scientifique décrivant un mur anti-bruit spécifique, est l'étude pour la voie express de Foothill à Los Altos (Californie).
À la fin des années 1970, une douzaine d'équipes de recherche travaillaient à affiner, caler et tester les modèles aux États-Unis (avec environ 200 murs anti-bruit construits par an à cette époque). Depuis les bases des modèles sont restées les mêmes, l'informatique ayant cependant permis d'accélérer les calculs et d'améliorer la présentation visuelle des rendus.
Les meilleurs modèles intègrent les interactions entre :
- Les niveaux de bruits ;
- Le type, la vitesse et le nombre (ou la fréquence) de sources (véhicules, moteurs ou autres bruits) ;
- L'effet macro- et micrométéorologique. Le vent, la pluie, les embruns, les microclimats et en particulier la température et l'hygrométrie influent sur les performances de l'air en matière de conduction du son, des thermoclines étant notamment sources d'hétérogénéité des couches d'air. Le mur-antibruit est lui-même source de modification du microclimat sur la voie ;
- La géométrie, topographie et rugosité de la voie et de ses abords ;
- La nature des matériaux ;
- Les réverbérations complexes entre véhicules-murs-voie ;
- La hauteur et la distance par rapport à la source de bruit des habitations à protéger.

## Rapport coûts/efficacité
Le coût final dépend à la fois du contexte, du niveau d'atténuation de bruit souhaité et des efforts esthétiques souhaités.

## Législation
Avant de démarrer les projets, des études d'impact sont réalisées sous la supervision des autorités compétentes (environnement, transports, santé). Aux États-Unis, la loi National Environmental Policy Act (NEPA) oblige à analyser l'impact sonore de tout projet routier financé par le Federal-Aid Highway Act. Cette exigence a permis d'améliorer les modèles de barrières antibruit. En 1972, le Noise Control Act a encore renforcé ces démarches, qui incluent souvent des enquêtes publiques pour informer et consulter la population.
Le mur anti-bruit doit parfois être construit sur le domaine privé (expropriation, ou convention d'occupation). Il est parfois imposé par l'état à un privé (industriel source de bruit). Différents dispositifs juridiques sont alors mobilisés.
Des cartographies du bruit et des points noirs sont faites ou en cours dans de nombreuses grandes villes ou agglomérations. Le bruit commence aussi à être pris en compte pour la cartographie des corridors biologiques pour la protection, gestion ou restauration de réseaux écologiques.

## Enjeux sociétaux

### Coût social du bruit
En France, les nuisances sonores affectent significativement le cadre de vie, comme en témoigne une étude révélant que 86% des Français se déclarent gênés par le bruit. De plus, une évaluation conjointe du Conseil national du bruit (CNB) et de l'Agence de l'environnement et de la maîtrise de l'énergie (ADEME) estime le coût social du bruit à 147 milliards d'euros, dont 97,8 milliards attribués au secteur des transports. La région capitale illustre particulièrement cette problématique : alors qu'elle abrite environ 18 % de la population française, elle supporte 29 % des coûts nationaux associés aux nuisances sonores.

## Alternatives ou solutions complémentaires
Quand c'est possible, en ville ou sur certains sites industriels, le vélo, les véhicules hybrides ou électriques, l'amélioration de l'aérodynamisme de certains véhicules ou le choix de matériaux absorbant le bruit au lieu de le réfléchir complètent le dispositif. Le mur végétal se présente comme une bonne alternative aux murs anti-bruits classiques ; en effet des tests sur la sphaigne, substrat utilisé pour la réalisation de ces derniers, ont révélé que ce matériau possède des propriétés d'absorption phoniques remarquables. De plus, il est reconnu que les végétaux ont des propriétés bénéfiques quant à la gestion des nuisances sonores.

## Limites et critiques
- Certains murs mal conçus ou conçus sans qu'on ait anticipé les augmentations de circulation sont peu efficaces.
- Leur impact esthétique et écopaysager est souvent important. Ils exacerbent la fragmentation écopaysagère, influent parfois sur le fonctionnement hydraulique naturel des sites, mais peuvent aussi parfois localement diminuer (ou plus rarement exacerber, quand des animaux sont piégés entre deux murs anti-bruit) le phénomène de roadkill.
- Leur coût d'entretien n'est pas nul. Ils sont souvent tagués, et salis par les retombées de la circulation.

Dans la plupart des cas, il y a consensus sur le fait que leur coût est largement remboursé par les avantages qu'ils procurent aux riverains (outre le bruit, ils limitent aussi certaines pollutions de l'air).